# Cincinnati Masters 2006 - Qualificazioni singolare maschile
Le qualificazioni del singolare maschile del Cincinnati Masters 2006 sono state un torneo di tennis preliminare per accedere alla fase finale della manifestazione. I vincitori dell'ultimo turno sono entrati di diritto nel tabellone principale. In caso di ritiro di uno o più giocatori aventi diritto a questi sono subentrati i lucky loser, ossia i giocatori che hanno perso nell'ultimo turno ma che avevano una classifica più alta rispetto agli altri partecipanti che avevano comunque perso nel turno finale.
Le qualificazioni del torneo Cincinnati Masters 2006 prevedevano 32 partecipanti di cui 8 sono entrati nel tabellone principale.

## Teste di serie
1. Nicolas Mahut (Qualificato)
2. Davide Sanguinetti (Qualificato)
3. Andreas Seppi (Qualificato)
4. Robin Vik (ultimo turno)
5. Wesley Moodie (primo turno)
6. Justin Gimelstob (Qualificato)
7. Hyung-Taik Lee (Qualificato)
8. Marc Gicquel (Qualificato)

1. Vince Spadea (Qualificato)
2. Lukáš Dlouhý (ultimo turno)
3. Kevin Kim (ultimo turno)
4. Nicolás Lapentti (primo turno)
5. Jan Hernych (ultimo turno)
6. Viktor Troicki (primo turno)
7. Nathan Healey (primo turno)
8. Rik De Voest (Qualificato)

## Qualificati
1. Nicolas Mahut
2. Davide Sanguinetti
3. Andreas Seppi
4. Vince Spadea

1. Rik De Voest
2. Justin Gimelstob
3. Hyung-Taik Lee
4. Marc Gicquel

## Tabellone

### Legenda
| - Q = Qualificato - WC = Wild card - LL = Lucky loser | - ALT = Alternate - SE = Special Exempt - PR = Protected Ranking | - w/o = Walkover - r = Ritirato - d = Squalificato |

### Sezione 1
|  | Primo turno | Primo turno      | Primo turno | Primo turno | Primo turno |  |  | Ultimo turno | Ultimo turno  | Ultimo turno  | Ultimo turno | Ultimo turno |  |
|  |             |                  |             |             |             |  |  |              |               |               |              |              |  |
|  | 1           | Nicolas Mahut    | 6           | 5           | 6           |  |  |              |               |               |              |              |  |
|  |             | Evgenij Korolëv  | 4           | 7           | 4           |  |  | 1            | Nicolas Mahut | Nicolas Mahut | 6            | 6            |  |
|  |             | George Bastl     | 6           | 62          | 6           |  |  |              | George Bastl  | George Bastl  | 4            | 4            |  |
|  | 12          | Nicolás Lapentti | 1           | 7           | 3           |  |  |              |               |               |              |              |  |

### Sezione 2
|  | Primo turno | Primo turno        | Primo turno      | Primo turno | Primo turno |  |  | Ultimo turno | Ultimo turno       | Ultimo turno       | Ultimo turno | Ultimo turno |  |
|  |             |                    |                  |             |             |  |  |              |                    |                    |              |              |  |
|  | 2           | Davide Sanguinetti | 4                | 6           | 6           |  |  |              |                    |                    |              |              |  |
|  |             | Marco Chiudinelli  | 6                | 3           | 4           |  |  | 2            | Davide Sanguinetti | Davide Sanguinetti | 6            | 6            |  |
|  |             | Nathan Healey      | Nathan Healey    | 6           | 6           |  |  |              | Nathan Healey      | Nathan Healey      | 1            | 2            |  |
|  | 15          | Denis Gremelmayr   | Denis Gremelmayr | 4           | 0           |  |  |              |                    |                    |              |              |  |

### Sezione 3
|  | Primo turno | Primo turno    | Primo turno    | Primo turno | Primo turno |  |  | Ultimo turno | Ultimo turno   | Ultimo turno   | Ultimo turno | Ultimo turno |  |
|  |             |                |                |             |             |  |  |              |                |                |              |              |  |
|  | 3           | Andreas Seppi  | 5              | 6           | 7           |  |  |              |                |                |              |              |  |
|  |             | Rajeev Ram     | 7              | 0           | 63          |  |  | 3            | Andreas Seppi  | Andreas Seppi  | 6            | 4            |  |
|  |             | Viktor Troicki | Viktor Troicki | 7           | 7           |  |  |              | Viktor Troicki | Viktor Troicki | 3            | 2r           |  |
|  | 14          | Kristian Pless | Kristian Pless | 5           | 63          |  |  |              |                |                |              |              |  |

### Sezione 4
|  | Primo turno | Primo turno        | Primo turno        | Primo turno | Primo turno |  |  | Ultimo turno | Ultimo turno | Ultimo turno | Ultimo turno | Ultimo turno |  |
|  |             |                    |                    |             |             |  |  |              |              |              |              |              |  |
|  | 4           | Robin Vik          | Robin Vik          | 6           | 6           |  |  |              |              |              |              |              |  |
|  |             | Michael McClune    | Michael McClune    | 1           | 4           |  |  | 4            | Robin Vik    | 1            | 6            | 1            |  |
|  | 9           | Vince Spadea       | Vince Spadea       | 6           | 6           |  |  | 9            | Vince Spadea | 6            | 1            | 6            |  |
|  |             | Tejmuraz Gabašvili | Tejmuraz Gabašvili | 3           | 3           |  |  |              |              |              |              |              |  |

### Sezione 5
|  | Primo turno | Primo turno    | Primo turno    | Primo turno | Primo turno |  |  | Ultimo turno | Ultimo turno   | Ultimo turno   | Ultimo turno | Ultimo turno |  |
|  |             |                |                |             |             |  |  |              |                |                |              |              |  |
|  |             | Nenad Zimonjić | Nenad Zimonjić | 6           | 7           |  |  |              |                |                |              |              |  |
|  | 5           | Wesley Moodie  | Wesley Moodie  | 3           | 5           |  |  |              | Nenad Zimonjić | Nenad Zimonjić | 65           | 4            |  |
|  | 16          | Rik De Voest   | Rik De Voest   | 6           | 6           |  |  | 16           | Rik De Voest   | Rik De Voest   | 7            | 6            |  |
|  |             | Jesse Witten   | Jesse Witten   | 0           | 2           |  |  |              |                |                |              |              |  |

### Sezione 6
|  | Primo turno | Primo turno      | Primo turno      | Primo turno | Primo turno |  |  | Ultimo turno | Ultimo turno     | Ultimo turno     | Ultimo turno | Ultimo turno |  |
|  |             |                  |                  |             |             |  |  |              |                  |                  |              |              |  |
|  | 6           | Justin Gimelstob | 7                | 0           | 6           |  |  |              |                  |                  |              |              |  |
|  |             | Leoš Friedl      | 5                | 6           | 2           |  |  | 6            | Justin Gimelstob | Justin Gimelstob | 6            | 6            |  |
|  | 10          | Lukáš Dlouhý     | Lukáš Dlouhý     | 7           | 6           |  |  | 10           | Lukáš Dlouhý     | Lukáš Dlouhý     | 0            | 2            |  |
|  |             | František Čermák | František Čermák | 5           | 2           |  |  |              |                  |                  |              |              |  |

### Sezione 7
|  | Primo turno | Primo turno     | Primo turno     | Primo turno | Primo turno |  |  | Ultimo turno | Ultimo turno   | Ultimo turno | Ultimo turno | Ultimo turno |  |
|  |             |                 |                 |             |             |  |  |              |                |              |              |              |  |
|  | 7           | Hyung-Taik Lee  | Hyung-Taik Lee  | 7           | 6           |  |  |              |                |              |              |              |  |
|  |             | Alejandro Falla | Alejandro Falla | 68          | 4           |  |  | 7            | Hyung-Taik Lee | 7            | 4            | 6            |  |
|  | 13          | Jan Hernych     | Jan Hernych     | 6           | 6           |  |  | 13           | Jan Hernych    | 64           | 6            | 4            |  |
|  |             | Luke Bourgeois  | Luke Bourgeois  | 2           | 2           |  |  |              |                |              |              |              |  |

### Sezione 8
|  | Primo turno | Primo turno   | Primo turno   | Primo turno | Primo turno |  |  | Ultimo turno | Ultimo turno | Ultimo turno | Ultimo turno | Ultimo turno |  |
|  |             |               |               |             |             |  |  |              |              |              |              |              |  |
|  | 8           | Marc Gicquel  | Marc Gicquel  | 7           | 6           |  |  |              |              |              |              |              |  |
|  |             | Wayne Arthurs | Wayne Arthurs | 63          | 4           |  |  | 8            | Marc Gicquel | Marc Gicquel | 6            | 6            |  |
|  | 11          | Kevin Kim     | Kevin Kim     | 6           | 7           |  |  | 11           | Kevin Kim    | Kevin Kim    | 4            | 2            |  |
|  |             | Julian Knowle | Julian Knowle | 4           | 65          |  |  |              |              |              |              |              |  |